# János Gróz
János Gróz (* 30. Juni 1971 in Budapest; † 14. November 2020) war ein ungarischer Handball- und Beachhandball-Trainer. Er war einer der erfolgreichsten Trainer Ungarns in der Beach-Variante der Sportart.
János Gróz war einer der Gründerväter und galt als die dominante Persönlichkeit des ungarischen Beachhandballs. Er war zunächst ab 2007 Cheftrainer der ungarischen Jugend- und Juniorinnen-Nationalmannschaften. Er gewann mit diesen bei den Europameisterschaften die Titel in den Jahren 2008 und 2011 bis 2015. 2013 übernahm er von József Farkas zudem die Ungarische Beachhandball-Nationalmannschaft der Frauen, bei der er zuvor von 2009 bis 2012 zunächst Co-Trainer war. Seine Co-Trainerin war in der Zeit seine ehemalige Spielerin Mariann Rovnyai, mit der er seit 2007 verheiratet war. Mit der Mannschaft gewann er in dieser Zeit die Titel bei den Europameisterschaften 2013 und 2015. Zudem gewann er mit den Ungarinnen die Silbermedaillen bei den World Games 2013 sowie den Weltmeisterschaften 2014 und wurde Vierter der Weltmeisterschaften 2016. Ab 2017 versah Bakó Botond die Cheftrainer-Position.
Daneben war Gróz der Trainer des Hallen-Zweitligisten Szentendrei NKE sowie dessen Beachhandball-Mannschaft. Mit dem Team, das er zu der ungarischen Spitzenmannschaft aufbaute, gewann er 2012 sowie von 2015 bis 2018 viermal in Folge sowie noch einmal 2020 die ungarische Beachhandball-Meisterschaft. Innerhalb von neun Jahren gewann er damit mit der Mannschaft, zu der unter anderem Bozsana Fekete, seine Tochter aus erster Ehe, Kitti Gróz, Ágnes Győri, Fruzsina Kretz, Mariann Rovnyai, Emese Tóth, Nóra Leila Bozsó, Renáta Csiki, Fanni Friebesz, Viktória Vígh, Adrienn Zsigmond, Ágnes Kókai, Rebeka Benzsay, Csenge Braun, Sára Léránt und Ramóna Vártok gehörten. Mit der Mannschaft erzielte Gróz auch internationale Erfolge. 2015, 2016 und 2018 gewann er die EBT-Beach-Tour mit Szentendrei NKE, 2015 und 2018 den Champions Cup. Beim Champions Cup war er mit Szentendre zudem 2016 und 2019 Zweiter sowie 2017 Dritter.
Gróz starb im November 2020 im Alter von 49 Jahren an den Folgen einer COVID-19-Erkrankung. Er lebte in Szentendre.

## Einzelbelege
1. ↑  Elhunyt Gróz János a Szentendrei NKE vezetőedzője - Szentendrei Médiaközpont. Abgerufen am 15. November 2020 (ungarisch).
2. ↑  János Gróz. Abgerufen am 18. November 2020.
3. ↑  kézitörténelem.hu. Abgerufen am 15. November 2020.
4. ↑  CSERHÁTI ZOLTÁN: Ami a bikiniben sem látszik: aranykorszak előtt női strandkéziseink. 16. August 2013, abgerufen am 15. November 2020 (ungarisch).
5. ↑  kézitörténelem.hu. Abgerufen am 15. November 2020.
6. ↑  MTI/B D. K: Gyász: 49 éves korában elhunyt Gróz János - NSO. 14. November 2020, abgerufen am 15. November 2020 (ungarisch).
7. ↑  Koronavírus-fertőzésben meghalt egy 49 éves magyar kézilabdaedző. In: 24.hu. 15. November 2020, abgerufen am 19. November 2020 (ungarisch).

| Personendaten    | Personendaten                |
| ---------------- | ---------------------------- |
| NAME             | Gróz, János                  |
| KURZBESCHREIBUNG | ungarischer Handball-Trainer |
| GEBURTSDATUM     | 30. Juni 1971                |
| GEBURTSORT       | Budapest                     |
| STERBEDATUM      | 14. November 2020            |